# Формула Шезі
Формула Шезі — формула для визначення середньої швидкості потоку руху рідини у відкритих руслам, каналах. Отримана французьким інженером гідравліком А.Шезі (фр. Antoine de Chézy) (1718–1798) у 1775 році. Використовується для розрахунків потоків у річних руслах та каналізаційних системах.
{\displaystyle V=C{\sqrt {R\cdot I}}},
де V — середня швидкість потоку, м/с;
C — коефіцієнт опору тертя по довжині (коефіцієнт Шезі), що є інтегральною характеристикою сил опору;
R — гідравлічний радіус, м;
I — гідравлічний ухил, м.
Формула Шезі має те ж призначення, що і формула Дарсі-Вейсбаха. Коефіцієнт втрат на тертя {\displaystyle \lambda } пов'язаний з коефіцієнтом опору C наступною залежністю:
{\displaystyle C={\sqrt {\frac {8g}{\lambda }}}}.
Коефіцієнт опору C може бути визначений за формулою Н. Н. Павловського:
{\displaystyle C={\frac {1}{n}}R^{y},}
де n — коефіцієнт шорсткості, що характеризує стан поверхні русла, для випадку каналізаційних труб приймається у діапазоні (0,012…0,015) для інших випадків — інформація наведена в літературі
у — показник степеня, що залежить від величини коефіцієнта шорсткості та гідравлічного радіуса:
{\displaystyle y=2,5{\sqrt {n}}-0,13-0,75{\sqrt {R}}\left({\sqrt {n}}-0,1\right).}
Ця формула рекомендується для значень R < (3…5)м. При великих гідравлічних радіусах чи інших значеннях коефіцієнтів шорсткості застосування формули Н. Н. Павловського в гідравлічних розрахунках річкових русел приводить до значних похибок.
При сталому значенні y = 1/6 формула Шезі зводиться до формули Манінга.
Існують і інші емпіричні формули для визначення коефіцієнта опору C